# ۱۴۰۸ (فیلم)
۱۴۰۸ فیلمی در ژانر وحشت روان‌شناختی و ترسناک محصول ۲۰۰۷ آمریکا است که بر اساس داستان کوتاهی به همین نام، نوشته استیون کینگ و به کارگردانی فیلم ساز سوئدی میکل هوفسترم ساخته شده است.

## خلاصه
مایک انسلین نویسنده کتاب‌های ترسناک، به موضوعات ماوراءالطبیعه باور ندارد و آن‌ها را زاییده خیال آدمها می‌داند. در اتاق ۱۴۰۸ هتل دلفین در نیویورک کشتارهای وحشیانه و مرگهای مرموزی رخ داده بی آنکه رد پایی بر جا مانده باشد. هر چند سرپرست هتل به مایک در این باره هشدار می‌دهد، اما او بر آن می‌شود تا شبی را در این اتاق بخوابد. آنچه در آن شب پر از ترس و دلهره بر او می‌گذرد پایه باورهایش را سست می‌کند. آن شب تنها خواست و امیدش جان بدر بردن از آن دام هولناک و اهریمنی است. این فیلم سه تا پایان دارد.

## داستان
مایک انسلین نویسنده‌ای بدبین و شکاک است که در زمینه موضوعات ماوراءالطبیعه کتاب می‌نویسد، هرچند خودش به این امور باور ندارد. او هنگام تبلیغ آخرین کتابش در کالیفرنیا، کارت‌پستالی بی‌نام از هتلی به نام دولفین در نیویورک دریافت می‌کند. روی کارت نوشته شده: «وارد اتاق ۱۴۰۸ نشو.» مایک که این پیام را نوعی چالش می‌بیند، به نیویورک می‌رود و اقامت در اتاق ۱۴۰۸ را درخواست می‌کند.
مدیر هتل، جرالد اولین، با تمام توان می‌کوشد او را از این تصمیم منصرف کند. او توضیح می‌دهد که طی ۹۵ سال گذشته، ۵۶ نفر در این اتاق کشته شده‌اند و هیچ‌کس بیش از یک ساعت دوام نیاورده است. اما مایک با تهدید قانونی، سرانجام موفق می‌شود وارد اتاق شود.
ابتدا، اتاق بسیار معمولی و خسته‌کننده به نظر می‌رسد و مایک آن را در ضبط صوتش «ابتذال شر» توصیف می‌کند. اما ناگهان رادیوی ساعت‌دار اتاق آهنگ We've Only Just Begun را پخش کرده و تایمر معکوسی از ۶۰:۰۰ شروع به شمارش می‌کند. در ادامه، مایک با توهمات و ارواح قربانیان قبلی روبه‌رو می‌شود، از جمله خاطرات دردناک از دختر مرده‌اش کیتی و پدر بیمارش. تلاش‌های او برای ترک اتاق بی‌نتیجه است.
مایک سعی می‌کند با لپ‌تاپش با همسر سابقش لیلی تماس بگیرد. گرمای شدید، سیستم آتش‌نشانی را فعال کرده و لپ‌تاپ را از کار می‌اندازد. سپس دمای اتاق به شدت کاهش یافته و لپ‌تاپ دوباره روشن می‌شود. نسخه‌ای شبح‌گونه از مایک در تماس ویدیویی ظاهر شده، لیلی را به آمدن به اتاق تشویق می‌کند و به مایک چشمک می‌زند.
در ادامه، مایک وارد تصویری از یک کشتی طوفان‌زده می‌شود و اتاق با سیل پر می‌شود. ناگهان خود را در بیمارستان می‌یابد، گویی همه‌چیز فقط یک کابوس بوده. او با لیلی آشتی کرده و تصمیم می‌گیرد کتابی درباره تجربه‌اش بنویسد. اما زمانی که به اداره پست می‌رود، کارگران ساختمانی‌ای را می‌بیند که شبیه کارکنان هتل هستند. دیوارها فرو می‌ریزند و مشخص می‌شود او هنوز در اتاق ۱۴۰۸ گیر افتاده است.
کیتی ظاهر می‌شود، تایمر صفر می‌شود، اما اتاق دوباره بازسازی شده و شمارش مجدد آغاز می‌شود. صدای یک زن که خود را "اپراتور هتل" می‌نامد با مایک تماس می‌گیرد و به او می‌گوید که هنوز انتخاب دارد: یا این چرخه را برای همیشه تکرار کند، یا از «خروج اضطراری» استفاده کند. یک حلقه طناب دار ظاهر می‌شود، اما مایک تسلیم نمی‌شود. او با کوکتل مولوتف، اتاق را به آتش می‌کشد و در حالی‌که آتش همه‌چیز را نابود می‌کند، با خنده‌ای پیروزمندانه دراز می‌کشد. پس از تخلیه ساختمان، اولین در دفترش با تحسین از شجاعت مایک سخن می‌گوید.

### پایان‌های مختلف فیلم

#### پایان سینمایی (Theatrical Ending)
مایک زنده می‌ماند و با لیلی آشتی می‌کند. لیلی نسبت به تجربه‌اش تردید دارد، تا اینکه در میان وسایل مایک، ضبط‌صوت آسیب‌دیده‌ای پیدا می‌کنند. هنگام روشن کردن آن، صدای کیتی به‌وضوح شنیده می‌شود و این صحت ماجرا را تأیید می‌کند.
نسخه‌ای از این پایان وجود دارد که در آن فقط واکنش مایک به صدای کیتی نشان داده می‌شود و لیلی چیزی نمی‌شنود.

#### پایان کارگردان (Director's Cut)
در این نسخه، مایک در آتش می‌میرد، اما با رضایت از نابودی اتاق. در مراسم خاکسپاری او، اولین تلاش می‌کند وسایل مایک ازجمله ضبط‌صوت را به لیلی تحویل دهد، اما موفق نمی‌شود. او بعدتر در ماشین به صدای ضبط گوش می‌دهد و صدای کیتی را می‌شنود. سپس روح کیتی و جسد سوخته مایک را می‌بیند و در نهایت آن‌ها را در حال ترک آرام گورستان مشاهده می‌کند. در صحنه پایانی، روح مایک در حال سیگار کشیدن در اتاق خالی ظاهر شده و پس از شنیدن صدای دخترش، به سوی در می‌رود و ناپدید می‌شود. این پایان تلخ‌تر اما روحانی‌تر است و نشان می‌دهد روح‌های گرفتار آزاد شده‌اند.

#### پایان سوم
در این پایان نیز مایک در آتش می‌میرد، اما به‌جای مراسم خاکسپاری، صدای آن با تصاویر لس‌آنجلس هم‌زمان شده است. لیلی و ناشر او، سم فرل، وسایل مایک را مرتب می‌کنند. سم در دفتر خود، نسخه‌ای از دست‌نوشته مایک را پیدا کرده و هنگام خواندن آن، صدای تجربه‌های مایک در اتاق پخش می‌شود. در پایان، درهای دفتر ناگهان بسته می‌شوند و صدای پدر مایک به‌گوش می‌رسد:
«همان‌طور که من بودم، تو خواهی شد.»

## بازیگران
- جان کیوسک: مایک انسلین
- ساموئل جکسون: جرالد آلین
- ماری مک‌کورمک: لی لی انسلین
- تونی شالهوب: سام فارل
- جاسمین جسیکا آنتونی: کتی انسلین
- لن کری‌یو: پدر
- ایسایا ویتلک جونیور: مهندس
- اندرو لیپاتز: کارمند پست
- پال برچرد: میهمانخانه دار
- مارگو لیستر: زن میهمانخانه دار
- والتر لوویس: صندوقدار